# Andrena abrupta
Andrena abrupta är en biart som beskrevs av Warncke 1967. Andrena abrupta ingår i släktet sandbin, och familjen grävbin. Inga underarter finns listade i Catalogue of Life.